# 1699 Honkasalo
1699 Honkasalo (1941 QD) là một tiểu hành tinh vành đai chính được phát hiện ngày 26 tháng 8 năm 1941 bởi Y. Vaisala ở Turku.